# 2005年伯明翰龙卷风
2005年伯明翰龙卷风 是近30年来英格兰发生最强烈的龙卷风之一，2005年7月28日发生在伯明翰郊区。强烈的龙卷风在一天内成形，预料将增强，横跨英格兰中部地区和东部。龙卷风在约2.30pm袭击斯帕克布洛城市地区，也影响到国王希思，莫斯利和巴尔萨尔希思。主要影响是在女人池路，这是造成损失的主要部分。女人池小学严重受损，失去了它独特的马丁和张伯伦塔。邻近的圣阿加莎教堂也遭受了一些损毁。基督教堂（奉献于1867年），位于火花布鲁克的杜洛兰路和格兰瑟姆道拐角处，也遭到破坏，现已被拆除。
英格兰气象局和TORRO(龙卷风和风暴研究组织)估计，龙卷风在TORRO测量上具有普通的T4等级，短时间为T5龙卷风，
这意味着风速在93到 130 mph（150 到 209 km/ h）之间，相当于藤田的F2级风。

虽然有约19人受伤,，据报导, 其中三人伤势严重，但没人亡。
龙卷风把大约1000棵树连根拔起,，吹走了建筑屋顶，汽车被吹起翻覆,，并在短时间内造成其他损坏。 总损失已经达到4000万英镑，是英格兰历史上最昂贵的龙卷风。

当英国比其他国家（除了荷兰）更多的报导有关其土地范围的龙卷风消息，风速绝大多数是弱的。在该国最强的龙卷风记录是在1810年12月14日袭击朴茨茅斯的龙卷风，T8（F4）等级，最高风速为213至240英里/小时（343至386公里/小时）。

## 第二次龙卷风
三个月后，强风和暴雨带来了第二次龙卷风，它的袭击距离先前的龙卷风不到1英里 (1.6 公里)。气象局表示,风速高达每小时80英里(130公里/小时)，它强大到足以撕开木屋的屋顶。在此之后，整个地区发生水灾，给伯明翰带来了严重的破坏。

## 早期龙卷风
1931年，一场龙卷风袭击了这座城市，造成一名妇女死亡，并严重损毁了几座房屋。